# Dick Whittinghill
Dick Whittinghill (5 de marzo de 1913– 24 de enero de 2001) fue un actor televisivo, artista de grabación y disc jockey de radio estadounidense.
Nacido en Montana, Estados Unidos, su carrera musical inicial incluyó su participación en el grupo The Pied Pipers, un grupo vocal que cantaba con la banda de Tommy Dorsey. Ya desde 1950, Whittinghill fue durante casi tres décadas un popular disc jockey en la emisora radiofónica KMPC-AM de Los Ángeles, California. 
Whittinghill, además, parodió el largo serial  radiofónico de Helen Trent con el programa "Helen Trump," escrito y narrado por Whittinghill y Foster Brooks. 
Whittinghill actuó también varias veces en la serie radiofónica Dragnet en la década de 1960.
Dick Whittinghill falleció en Los Ángeles, California, en 2001 por causas naturales.